# Highland (Kansas)
Highland é uma cidade localizada no estado americano de Kansas, no Condado de Doniphan.

## Demografia
Segundo o censo americano de 2000, a sua população era de 976 habitantes.
Em 2006, foi estimada uma população de 944, um decréscimo de 32 (-3.3%).

## Geografia
De acordo com o United States Census Bureau tem uma área de 1,4 km², dos quais 1,4 km² cobertos por terra e 0,0 km² cobertos por água. Highland localiza-se a aproximadamente 320 m acima do nível do mar.

## Localidades na vizinhança
O diagrama seguinte representa as localidades num raio de 16 km ao redor de Highland.